# Diócesis de Oria
La diócesis de Oria (en latín: Dioecesis Uritana y en italiano: Diocesi di Oria) es una circunscripción eclesiástica de la Iglesia católica en Italia. Se trata de una diócesis latina, sufragánea de la arquidiócesis de Tarento. Desde el 23 de enero de 2010 su obispo es Vincenzo Pisanello.

## Territorio y organización

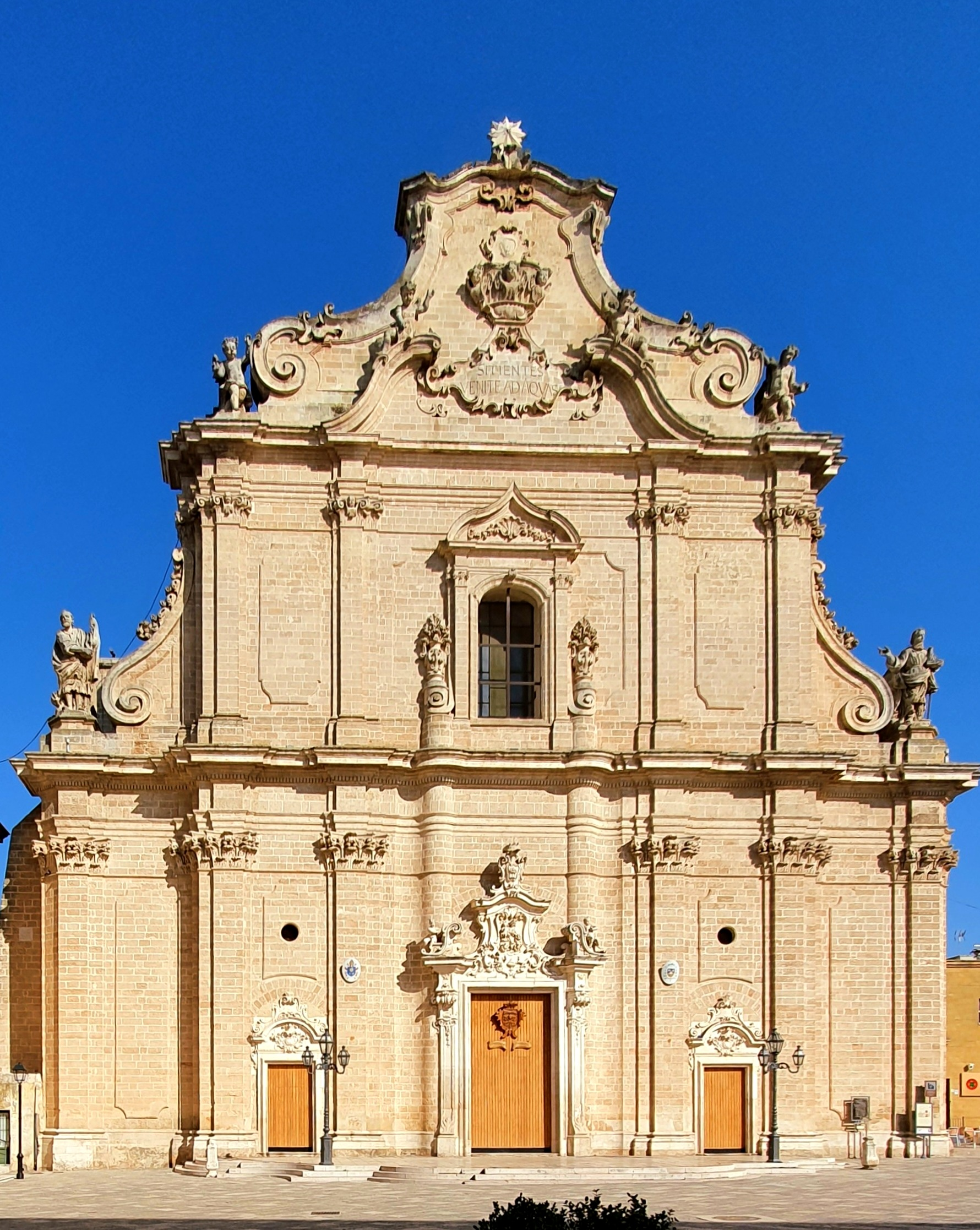
Basílica del Santísimo Rosario, en Francavilla Fontana

La diócesis tiene 921 km² y extiende su jurisdicción sobre los fieles católicos de rito latino residentes en parte de la región de Apulia, comprendiendo:
- 7 comunas en la provincia de Bríndisi: Oria, Ceglie Messapica, Erchie, Francavilla Fontana, Latiano, Torre Santa Susanna y Villa Castelli;
- 4 comunas en la provincia de Tarento: Avetrana, Maruggio, Sava y Manduria.

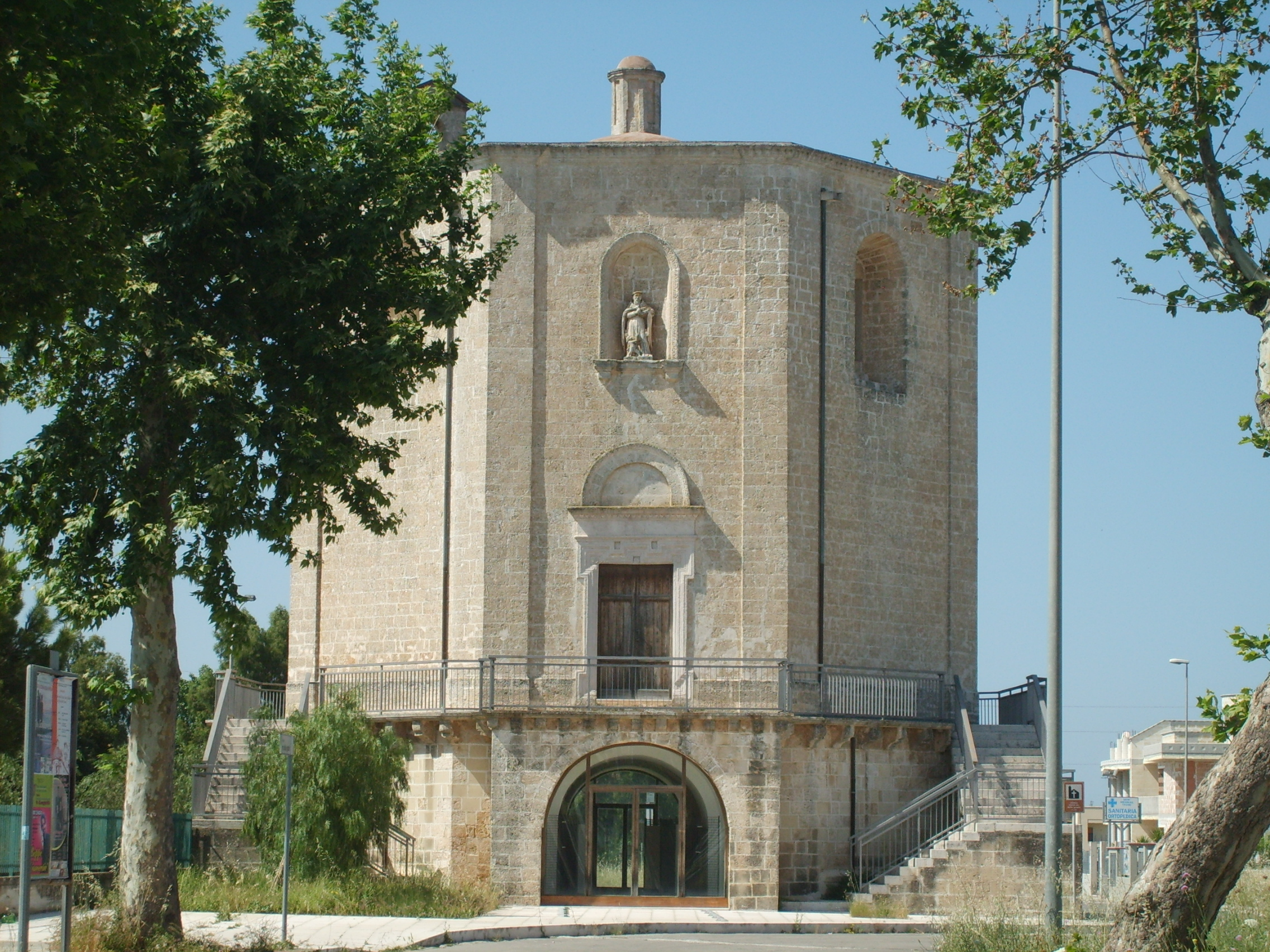
Iglesia de Santa María de las Gracias, en Francavilla Fontana

La sede de la diócesis se encuentra en la ciudad de Oria, en donde se halla la Catedral basílica de la Asunción de María y el santuario de San Cosimo alla Macchia. En Francavilla Fontana se encuentra la basílica del Santísimo Rosario.

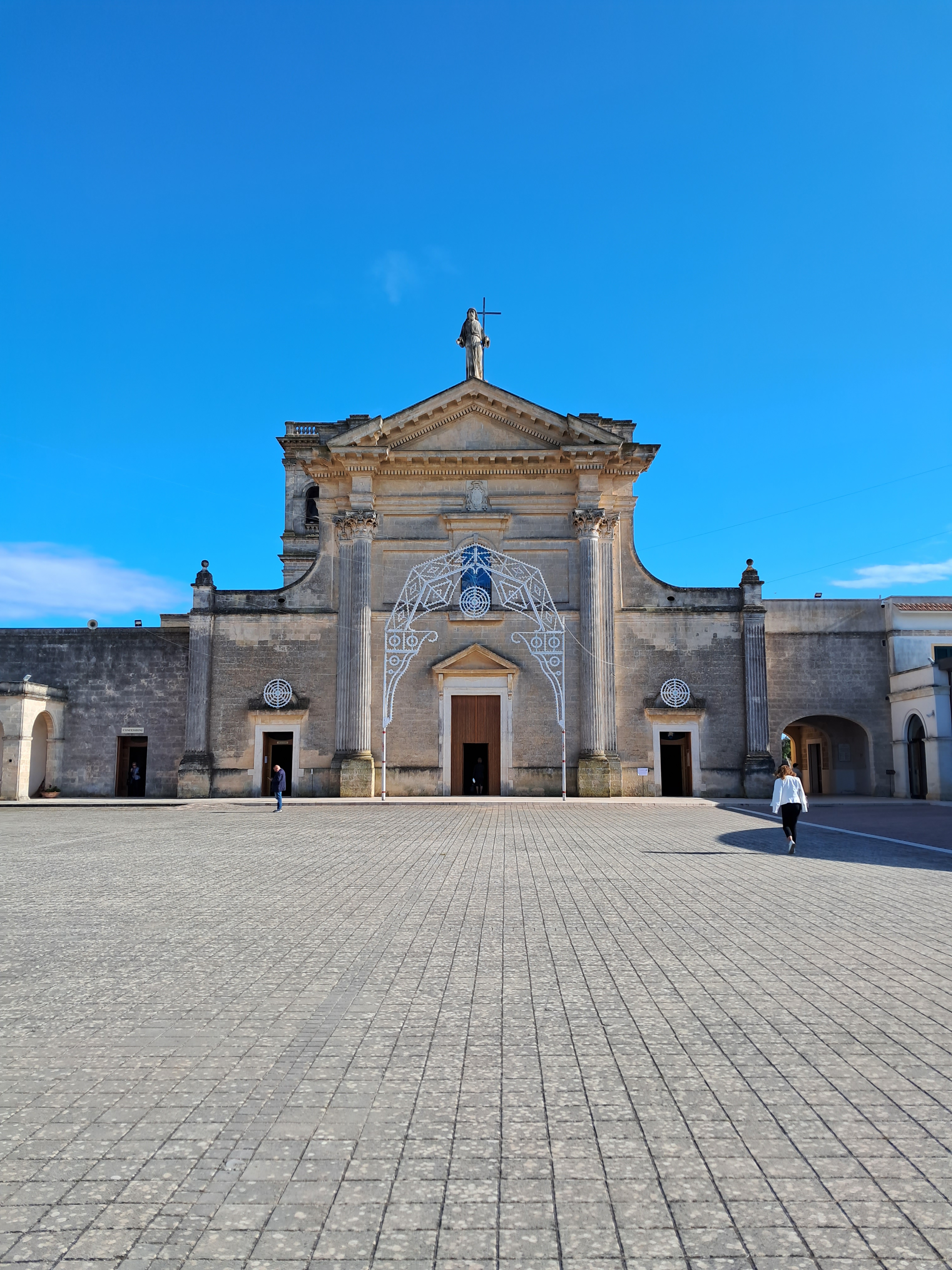
Santuario de San Cosimo alla Macchia, en Oria

En 2021 en la diócesis existían 42 parroquias.

## Historia
La tradición petrina, común a muchas ciudades de Apulia, atribuye la difusión del cristianismo en las tierras de Oria al paso y predicación del apóstol Pedro que, en su viaje de Antioquía a Roma, desembarcó en el golfo de Tarento y desde allí llegó a Oria, donde predicó el evangelio y consagró al primer obispo. «Casi con toda seguridad, sin embargo, el encuentro de estos territorios con el cristianismo se debe atribuir tanto a la presencia de una floreciente comunidad judía en la propia Oria, como al paso por estas zonas del último tramo de la Vía Apia, la más importante de las vías consulares romanas, que no dejó de funcionar como arteria de comunicación de hombres, experiencias, mercancías y ejércitos incluso después de la caída del Imperio romano.»
La existencia de una diócesis en Oria hay que vincularla a la destrucción de la ciudad de Bríndisi por los lombardos (668-677), que provocó el traslado de la sede de los obispos de Bríndisi a Oria. La existencia cierta de un Uriatensis episcopus está atestiguada en un documento del papa Adriano I de 785. El primer obispo de Bríndisi en Oria fue Magelpoto, nombre de origen lombardo, cuya inscripción dedicatoria, que se remonta al siglo VIII, fue encontrada en 1942. Entre los obispos de este período el más conocido es Teodosio (o Teodoro), cuyo episcopado duró unos treinta años, de 865 a 895: durante su episcopado coexistieron en la diócesis de Oria el rito bizantino y el rito latino, seguidos respectivamente por los fieles de linaje bizantino y lombardo.
Hacia finales del siglo X las relaciones entre bizantinos y latinos se volvieron más conflictivas y llegaron a una crisis tras el asesinato del obispo Andrea en 979 por un funcionario del emperador de Oriente. Esto quizás determinó la remoción de los obispos de Oria, porque su sucesor Gregorio I, en sus actas se nombró a sí mismo episcopus Ecclesie Brundisine et Monopolitane seu Stunense civitatis, es decir, obispo de Bríndisi y Monopoli o de la ciudad de Ostuni. A partir del siguiente obispo, Giovanni (primeras décadas del siglo XI), está documentada la elevación de la sede a arquidiócesis metropolitana, con dos diócesis sufragáneas, Ostuni y Monopoli.
A partir de 1089 con Godino, los arzobispos recibieron en varias ocasiones la orden de trasladar su residencia a Bríndisi, ciudad que los normandos, nuevos dueños de la región, habían reconstruido después de haber estado abandonada durante varios siglos. Las reiteradas medidas de los pontífices son una indicación de que los arzobispos eran reacios a regresar a Bríndisi. La bula papal de 1089 atestigua que la sede episcopal había sido trasladada a Oria en el pasado después de la destrucción de Bríndisi y que por lo tanto nunca se había erigido una diócesis en Oria, que en cambio había sido la sede "temporal" de los obispos de Bríndisi. Debido a las protestas del clero y de la universidad de Oria, los papas tuvieron que intervenir en varias ocasiones para confirmar la supremacía de Bríndisi y la sumisión de Oria a los arzobispos de Bríndisi.
El empeoramiento de las relaciones entre Oria y Bríndisi en la segunda mitad del siglo XVI llevó a los papas a dividir definitivamente las dos ciudades. El 8 de mayo de 1591, mediante la bula Regiminis Universae Ecclesiae del papa Gregorio XIV, se erigió la diócesis de Oria con territorio tomado de la arquidiócesis de Bríndisi y la nueva sede episcopal pasó a ser sufragánea de la arquidiócesis de Tarento. La división fue posible también gracias a la decisión del arzobispo Giovanni Carlo Bovio que, más de veinte años antes, además de residir durante mucho tiempo en la ciudad, había construido un palacio episcopal en Oria.
El primer obispo nombrado fue el teatino Vincenzo Del Tufo, que gobernó la diócesis sólo durante cuatro años. Su sucesor Lucio Fornari (1601-1618) pidió una visita pastoral a la diócesis. Otros obispos, especialmente religiosos, se comprometieron a reformar la diócesis aplicando los decretos tridentinos. En 1743 un terremoto dañó peligrosamente la catedral románica construida por el arzobispo de Bríndisi Pellegrino I en la primera mitad del siglo XIII. La reconstrucción completa en estilo barroco se inició durante el episcopado de Castrese Scaia (1746-1755). A finales del siglo XVIII destacó especialmente el obispo Alessandro Maria Calefati (1781-1794), erudito e historiador, que se ocupó de recoger toda la documentación relativa a la Iglesia de Oria.
El siglo XIX fue un siglo convulso para la vida de la diócesis, donde se produjeron enfrentamientos entre el clero reformista y el clero tradicionalista. Emblemáticos de este conflicto son los acontecimientos del obispo filoborbónico Luigi Margarita (1851-1888), obligado a abandonar la diócesis durante un cierto tiempo a causa de las acusaciones de simonía lanzadas contra él por una parte de su clero.
El comienzo del siglo XX se caracterizó por el largo episcopado de Antonio di Tommaso (1903-1947) y por la presencia en la diócesis de dos santos, el laico Bartolo Longo, originario de Latiano, beatificado por el papa Juan Pablo II, y el sacerdote Annibale Maria di Francia que hizo de Oria uno de los centros de difusión del carisma de la congregación rogacionista.

## Estadísticas
Según el Anuario Pontificio 2022 la diócesis tenía a fines de 2021 un total de 165 198 fieles bautizados.
| Año                                                                             | Población            | Población | Población      | Sacerdotes | Sacerdotes    | Sacerdotes    | Bautizados por sacerdote | Diáconos permanentes | Religiosos | Religiosos | Parroquias |
| Año                                                                             | Bautizados católicos | Total     | % de católicos | Total      | Clero secular | Clero regular | Bautizados por sacerdote | Diáconos permanentes | Varones    | Mujeres    | Parroquias |
| ------------------------------------------------------------------------------- | -------------------- | --------- | -------------- | ---------- | ------------- | ------------- | ------------------------ | -------------------- | ---------- | ---------- | ---------- |
| 1949                                                                            | 148 600              | 150 000   | 99.1           | 172        | 83            | 89            | 863                      |                      | 130        | 168        | 21         |
| 1969                                                                            | 161 430              | 161 664   | 99.9           | 166        | 63            | 103           | 972                      |                      | 134        | 297        | 29         |
| 1980                                                                            | 171 500              | 173 436   | 98.9           | 133        | 58            | 75            | 1289                     |                      | 95         | 343        | 35         |
| 1990                                                                            | 175 000              | 178 486   | 98.0           | 127        | 54            | 73            | 1377                     |                      | 90         | 280        | 42         |
| 1999                                                                            | 177 600              | 180 571   | 98.4           | 108        | 56            | 52            | 1644                     | 6                    | 65         | 268        | 40         |
| 2000                                                                            | 178 700              | 181 694   | 98.4           | 109        | 59            | 50            | 1639                     | 6                    | 63         | 265        | 42         |
| 2001                                                                            | 178 700              | 181 694   | 98.4           | 110        | 62            | 48            | 1624                     | 6                    | 59         | 236        | 42         |
| 2002                                                                            | 178 700              | 181 694   | 98.4           | 114        | 67            | 47            | 1567                     | 6                    | 58         | 236        | 42         |
| 2003                                                                            | 178 700              | 181 694   | 98.4           | 109        | 62            | 47            | 1639                     | 6                    | 64         | 235        | 42         |
| 2004                                                                            | 178 700              | 181 694   | 98.4           | 121        | 63            | 58            | 1476                     | 6                    | 59         | 236        | 42         |
| 2013                                                                            | 167 800              | 177 743   | 94.4           | 118        | 76            | 42            | 1422                     | 5                    | 45         | 197        | 43         |
| 2016                                                                            | 168 800              | 177 650   | 95.0           | 112        | 76            | 36            | 1507                     | 4                    | 38         | 195        | 43         |
| 2019                                                                            | 165 050              | 174 415   | 94.6           | 104        | 77            | 27            | 1587                     | 4                    | 27         | 138        | 43         |
| 2021                                                                            | 165 198              | 174 206   | 94.8           | 97         | 75            | 22            | 1703                     | 4                    | 24         | 144        | 42         |
| Fuente: Catholic-Hierarchy, que a su vez toma los datos del Anuario Pontificio. |                      |           |                |            |               |               |                          |                      |            |            |            |

### Vida consagrada
En el territorio diocesano trabajan religiosas y religiosos. Entre los institutos o sociedades presentes en la diócesis se encuentran: el Instituto de las Hijas del Divino Celo, la Orden de los Hermanos Menores, la Congregación de Hermanas de María Dolorosa, las Monjas de la Orden de San Benito, la Congregación de la Pasión, la Orden del Císter, las Hermanas Antonianas, las Discípulas del Buen Pastor y las Hermanas Estigmatinas. De estos destacan las Discípulas del Buen Pastor, fundadas en Manduria, territorio de la diócesis, en 1932, por la noble María Francisca Pasanisi.

## Episcopologio

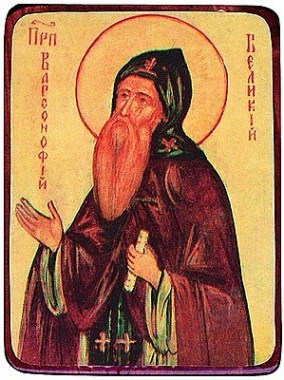
San Barsanufio de Gaza es el patrono de la ciudad. Sus restos se conservan en la catedral de Oria

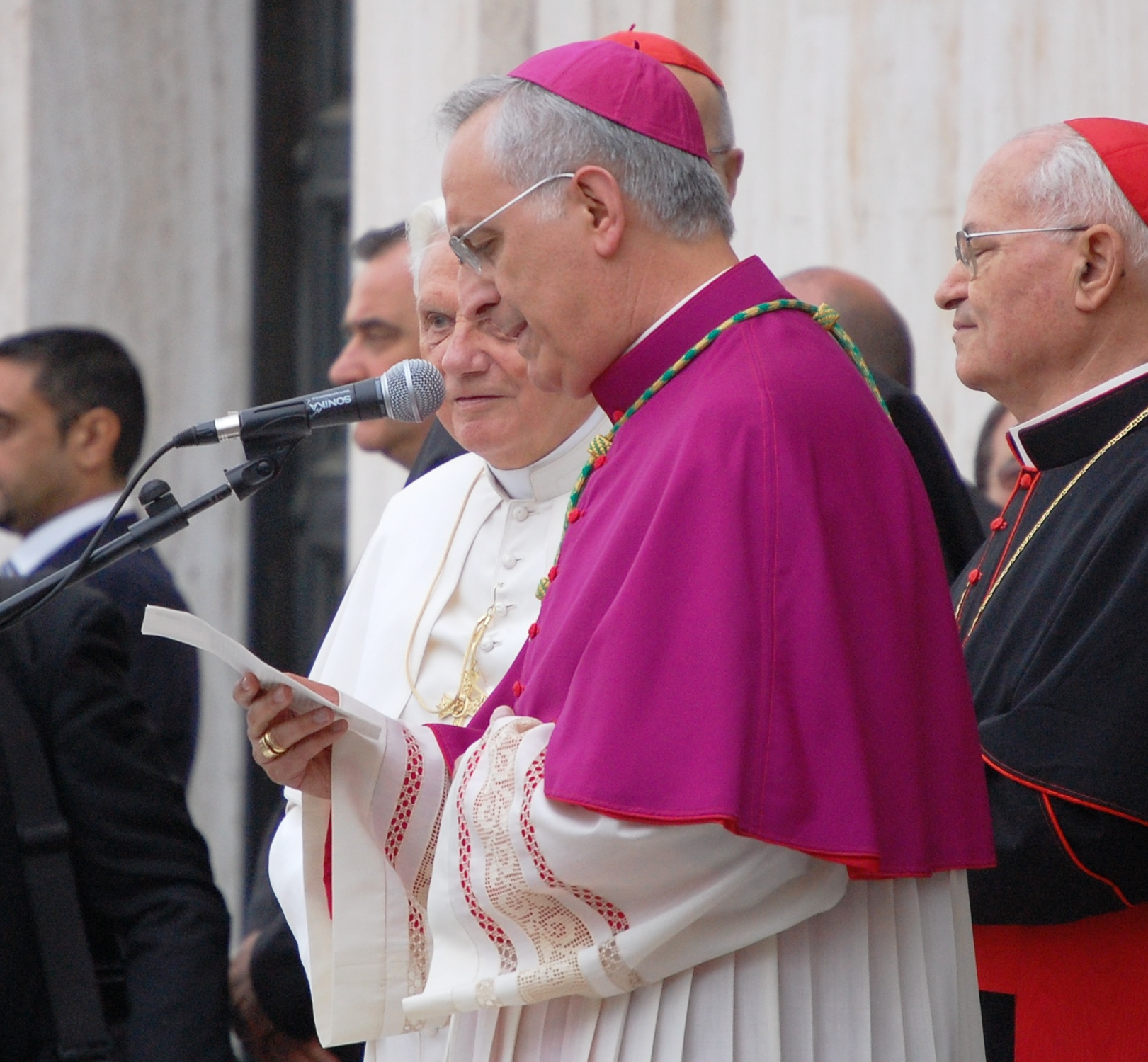
El cardenal Salvatore De Giorgi ocupó la sede de Oria de 1978 a 1981

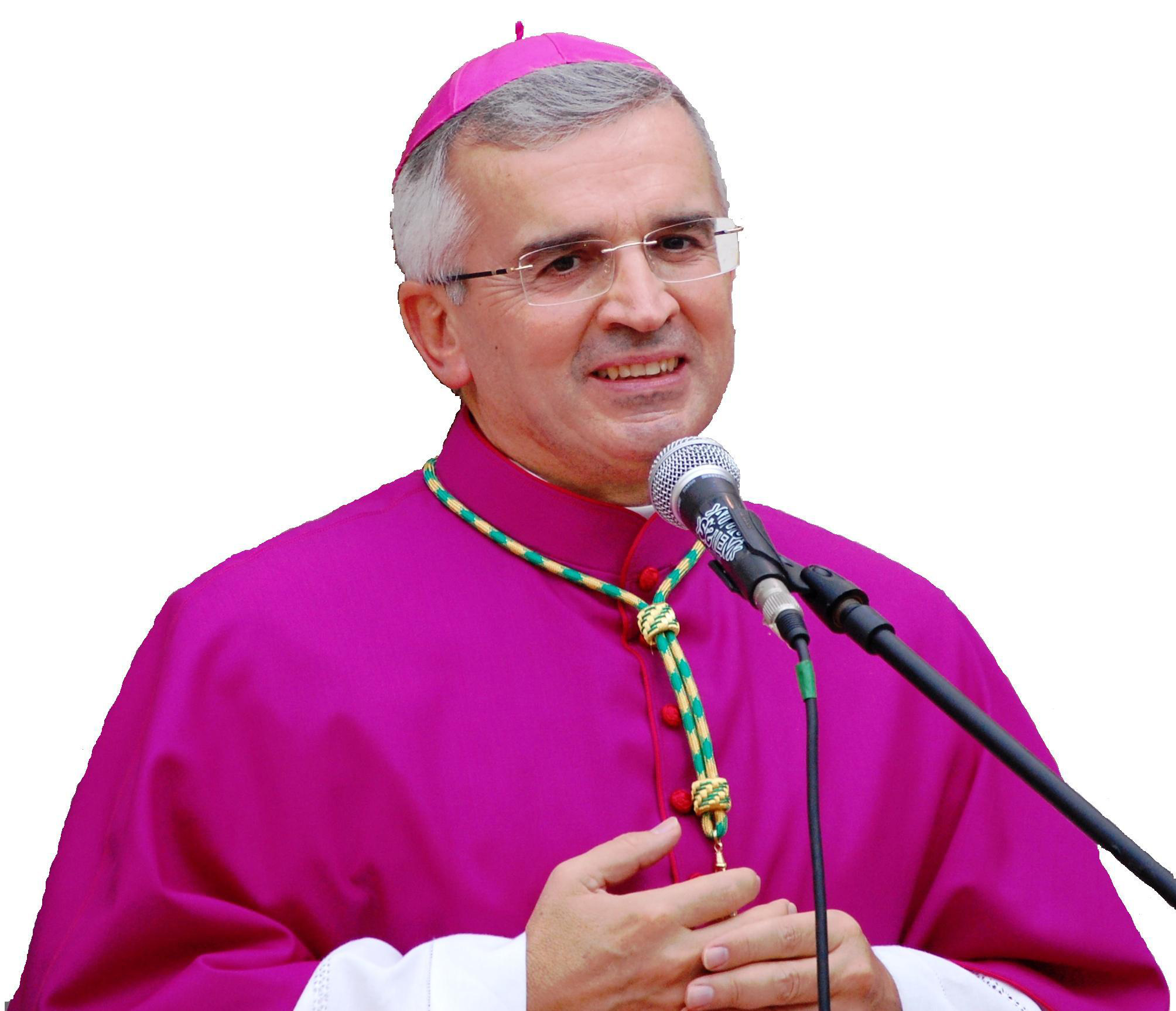
De 2005 a 2009 la sede estuvo gobernada por el obispo Michele Castoro, actual arzobispo de Manfredonia-Vieste-San Giovanni Rotondo

- Magelpoto † (primera mitad del siglo III)[6]
- Paolo † (siglo IX)[nota 2]
- Teodosio † (circa 865-circa 895 falleció)
- Andrea † (antes de 977-979 falleció)[nota 3]
- Gregorio I † (circa 987-circa 996 falleció)
- Giovanni † (circa 996-después de 1033)[13]
- Leonardo o Nardo † (documentado en 1043/1044)
- Eustasio † (circa 1051-después de 1071)
- Gregorio II † (1074-circa 1080 falleció)
  - Sede unida a Bríndisi (1085-1591)
- Vincenzo Del Tufo, C.R. † (10 de junio de 1596-22 de septiembre de 1600 falleció)[14]
- Lucio Fornari † (16 de septiembre de 1601-septiembre de 1618 falleció)
- Giandomenico Ridolfi, C.R. † (27 de enero de 1620-15 de julio de 1630 falleció)
- Marco Antonio Parisi † (24 de noviembre de 1632-24 de enero de 1649 falleció)
- Raffaele di Palma Castiglione, O.F.M.Conv. † (14 de febrero de 1650-5 de marzo de 1674 falleció)
- Carlo Cuzzolino † (9 de septiembre de 1675-25 de febrero de 1697 nombrado obispo de Pozzuoli)
- Tommaso Maria Francia, O.P. † (3 de junio de 1697-28 de enero de 1719 falleció)
- Giovanni Battista Labanchi † (27 de mayo de 1720-23 de julio de 1745 falleció)
- CastreseScaia † (28 de noviembre de 1746-12 de octubre de 1755 falleció)
- Francesco Antonio De Los Reyes † (5 de abril de 1756-19 de febrero de 1769 falleció)
- Giovanni Capece † (12 de marzo de 1770-noviembre de 1770 falleció)
- Enrico Celaja † (30 de marzo de 1772-marzo de 1780 falleció)
- Alessandro Maria Calefati † (17 de septiembre de 1781-30 de diciembre de 1794 falleció)
  - Sede vacante (1794-1798)
- Fabrizio Cimino, C.SS.R. † (29 de enero de 1798-22 de marzo de 1818 falleció)
- Francesco Saverio Trigiani, O.F.M.Conv. † (21 de diciembre de 1818-27 de diciembre de 1828 renunció)
- Michele Lanzetta † (18 de mayo de 1829-6 de abril de 1832 renunció[nota 4])
- Giandomenico Guida, C.M. † (29 de julio de 1833-16 de diciembre de 1848 falleció)
  - Sede vacante (1848-1851)
- Luigi Margarita, C.M. † (17 de febrero de 1851-15 de abril de 1888 falleció)
- Tommaso Montefusco † (1 de junio de 1888-21 de junio de 1895 falleció)
- Teodosio Maria Gargiulo † (21 de junio de 1895 por sucesión-16 de diciembre de 1902 falleció)
- Antonio di Tommaso † (22 de junio de 1903-8 de febrero de 1947 renunció[nota 5])
- Alberico Semeraro † (1 de mayo de 1947-17 de marzo de 1978 retirado)
- Salvatore De Giorgi (17 de marzo de 1978 por sucesión-4 de abril de 1981 nombrado arzobispo de Foggia y obispo de Bovino y de Troia)
- Armando Franco † (12 de septiembre de 1981-15 de diciembre de 1997 falleció)
- Marcello Semeraro (25 de julio de 1998-1 de octubre de 2004 nombrado obispo de Albano)
- Michele Castoro † (14 de mayo de 2005-15 de julio de 2009 nombrado arzobispo de Manfredonia-Vieste-San Giovanni Rotondo)
- Vincenzo Pisanello, desde el 23 de enero de 2010